# Tétény vezér
Töhötöm, Tühütüm vagy mai helynévalakban Tétény Anonymus szerint a honfoglaló magyarok hét vezérének egyike volt. Több más vezérrel ellentétben itt lehet igaza Anonymusnak, legalábbis Tétény a honfoglalás idejére, ill. az azt követő időszakra keltezhető a helynévanyag alapján.

## Szállásterülete és a tőle eredő nemzetségek
Györffy György a magyar településnevek vizsgálata alapján feltételezte, hogy a Duna két oldala a törzsszövetség vezetőinek, köztük Árpád nagyfejedelem nemzetségének a szállásterülete volt. Itt folytattak félnomád téli-nyári szállásváltó életmódot. Pannónia elfoglalása (900) és az augsburgi csata (955) között a Duna jobb partja volt a fontosabb, a fejedelmi partvonal.
Ezen eleinte Árpád és Kurszán osztoztak, majd Kurszán halála után teljesen Árpádé lett, Árpád halála után viszont újra megosztoztak rajta. Árpád szállásterülete Szabolcsé, Kurszáné pedig Tétényé lett. Tétény téli szállását jelzi a budai Tétény (Budatétény, Nagytétény) helynév, nyári szállását pedig a Fertő-tótól keletre eső Moson vármegyei Tétény (a mai Tadten), valamint a Bécs és Sankt Pölten közötti Tetendorf.
Anonymus Zombortól származtatja a Pest és Zemplén megyében birtokos Maglód nemzetséget, amelyik valószínűleg Anonymus hatására a 13. században Gyula-Zombor nemzetségnek nevezte magát. Másrészt Anonymus Tétény honfoglalás kori birtokának mondja a Zsombor nemzetség észak-erdélyi birtokait. A Zombor nemzetség oroszlános címere is arra utal, hogy korábbi törzsfői nemzetségről van szó az esetükben.

## Tisztsége és utódai
Györffy György amellett érvel a fejedelmi partvonal birtoklása kapcsán, hogy a krónikák által mindig másodikként említett Szabolcs lett a nagyfejedelem, Tétény pedig a második méltóság, a gyula. Ugyanakkor Anonymus Téténytől származtatja az erdélyi Gyulákat, bár azt hiszi, hogy ez személynév, nem tudja, hogy méltóságnév.
Anonymus szerint Tétény fia volt Harka, az övé pedig az „(idősebb) Gyula” és Zombor. Zombor fiának mondja a „kisebb Gyulát”, az ő fiainak pedig Boját és Bonyhát. Anonymus az „(idősebb) Gyula” lányának mondja Géza fejedelem feleségét, Saroltot és Karoldot, Györffy György szerint azonban Harka „fiait” egy személynek Zombor gyulának kell tekintenünk, s az ő fia, „kisebb Gyula” valójában Prokuj gyula, Sarolt testvére volt.
Harkának – akinek neve a harka méltóságnévből ered – viszont valóban a neve volt Harka, nem a tisztsége. Harka idejében a harka méltóságot a Bíborbanszületett Konstantinnál járt Bulcsú harka szerint Bulcsú vagy apja, Kál harka viselte.
Makkai László az Erdély története című könyvben kifejti, hogy Anonymus művében erősen keverte a honfoglalás kori személyneveket és méltóságneveket (gyula, harka). Helynévi adatok részletes elemzéséből valószínűsíthető, hogy az első gyula Erdélyben az a Bogát fejedelem (Bugat rex) volt, aki Liudprand Antapodosisában 921-ben I. Berengár itáliai királyt „Dursac rex” (valószínűleg Árpád fia Tarkacsu) kíséretében magyar sereggel segítette meg. Ebben az esetben, Anonymus adatait is szétszálazva, az a öröklési rend alakul ki, miszerint az erdélyi gyulák őse Tétény harka volt, fia Bogát harka, akit a gyula méltóságra emeltek, amikor 921 körül a Kárpát-medence nyugati részéről Erdélybe költözött, és az ő fia volt Zombor gyula, a Zsombor nemzetség őse.

## Emlékezete
- Koltay Gábor Honfoglalás című filmjében Csendes László alakította Tétényt, a Keszi törzs vezérét.